# Montazels
Montazels ist eine südfranzösische Gemeinde mit 537 Einwohnern (Stand 1. Januar 2022) im Département Aude in der Region Okzitanien.

## Lage
Montazels liegt auf einer Höhe von etwa 265 Metern ü. d. M. an der Aude etwa 43 Kilometer südlich von Carcassonne bzw. etwa 18 Kilometer südlich von Limoux. Das Gemeindegebiet ist Teil des Regionalen Naturparks Corbières-Fenouillèdes. Die Gemeinde Couiza befindet sich am gegenüber liegenden Ufer der Aude.

## Bevölkerungsentwicklung
| Jahr      | 1962 | 1968 | 1975 | 1982 | 1990 | 1999 | 2007 | 2018 |
| --------- | ---- | ---- | ---- | ---- | ---- | ---- | ---- | ---- |
| Einwohner | 382  | 399  | 459  | 462  | 506  | 469  | 489  | 557  |

Seit Beginn des 19. Jahrhunderts stieg die Bevölkerungszahl von etwa 200 stetig leicht an; auch die Reblauskrise und die Mechanisierung der Landwirtschaft hinterließen keine Spuren in der Bevölkerungsstatistik.

## Wirtschaft
Die Umgebung des Ortes ist immer noch geprägt von der Land- und Forstwirtschaft, wobei die Viehwirtschaft (Rinder und Schafe) sowie der Obstbau (Pfirsiche, Aprikosen, Feigen, Kirschen, Äpfel, Birnen und Granatäpfel) den Großteil der Agrarproduktion ausmacht. Auch Weinbau wird betrieben: Montazels hat Anteil am Weinbaugebiet Languedoc und ist eine von rund 40 Gemeinden, die ihre weißen Schaumweine unter der Herkunftsbezeichnung Crémant de Limoux, Blanquette de Limoux AOC oder Blanquette méthode ancestrale AOC vermarkten dürfen. Im Ort selbst überwiegen Kleinhandel sowie kleinere Handwerks- und Dienstleistungsbetriebe.

## Geschichte
Funde aus prähistorischer Zeit wurden auf dem Gemeindegebiet bislang nicht gemacht, doch ist die Anwesenheit von Menschen in der Gegend vielfältig belegt. Aus gallorömischer Zeit stammen die Ruinen eines Landgutes (villa rustica). Die Existenz einer Kirche ist urkundlich im Jahr 1004 nachgewiesen. Seit karolingischer Zeit existierte hier die Grafschaft Razès, die im Jahr 1226 im Zuge der Albigenserkreuzzüge (1209–1229) der französischen Krone unterstellt und dem in Carcassonne residierenden Seneschall übergeben wurde. In einem Dokument des Jahres 1319 ist von einer Festungsanlage castrum die Rede.

## Sehenswürdigkeiten

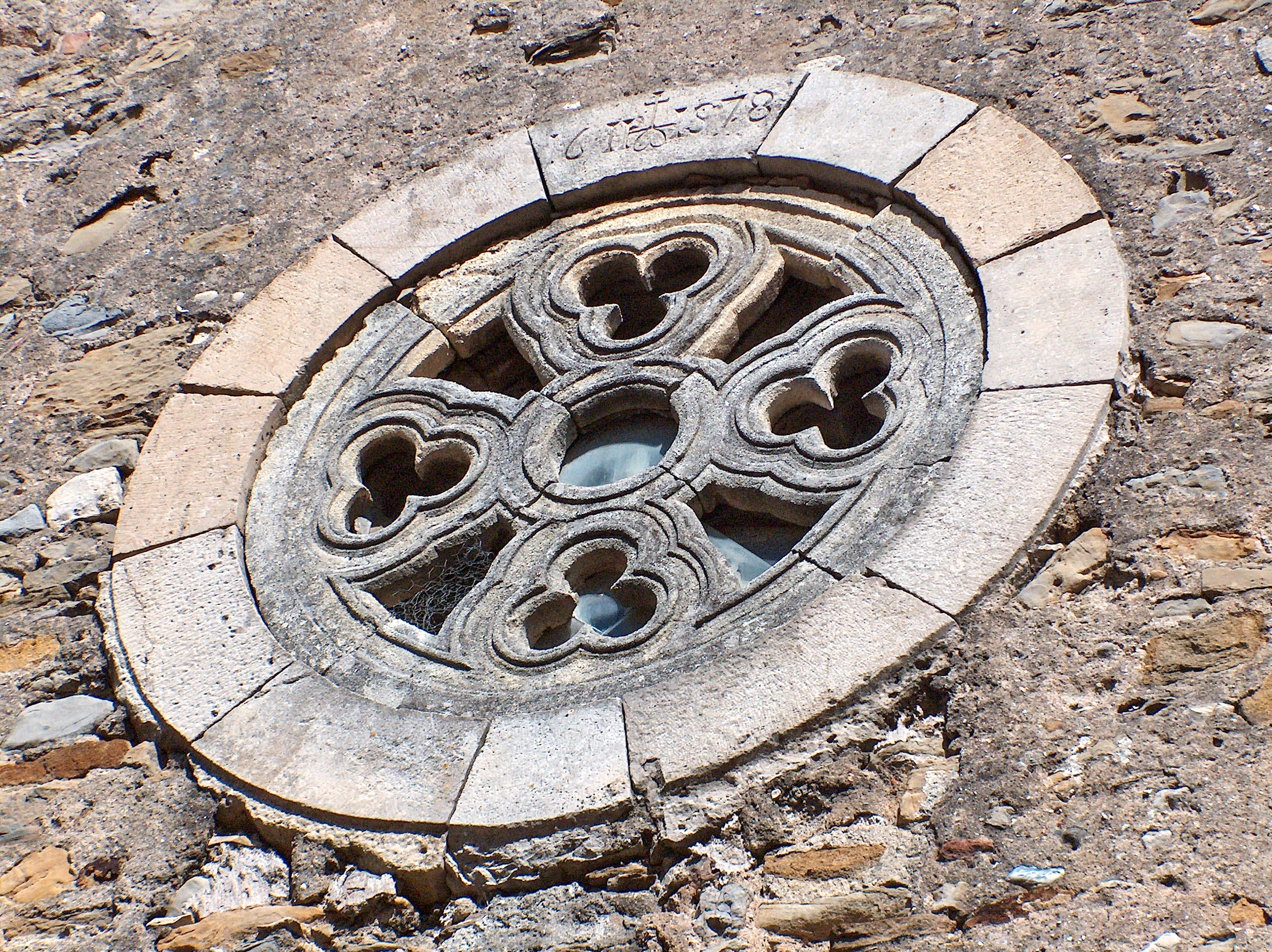
Fensterrose an der Pfarrkirche

- Das den Ort dominierende Château de Cazemajou stammt aus dem 17. Jahrhundert; es wurde zur Gänze aus Bruchsteinen errichtet und deshalb verputzt. Noch in der ersten Hälfte des 20. Jahrhunderts war das Gebäude bewohnt, jedoch befindet es sich jedoch heute in einem erbärmlichen Zustand. Einzige Schmuckelemente sind das Portal und die Treppenaufgänge bzw. die Gartenterrasse mit ihren Balustraden.
- Auch die weitgehend schmucklose heutige Pfarrkirche stammt aus dem 17. Jahrhundert. Sie wurde mit Ausnahme der Fensterrose und einiger Ecksteine gänzlich aus Bruchsteinen errichtet und ist deshalb im Innern verputzt.
- Das Geburtshaus des Pfarrers von Rennes-le-Château steht am kleinen Dorfplatz in der Nähe der Kirche. Das runde Brunnenbecken (Griffoul) stammt aus der Mitte des 18. Jahrhunderts und wurde über eine drei Kilometer lange Wasserleitung gespeist; der Brunnen ist seit 1951 als Monument historique[1] anerkannt.

## Persönlichkeiten
- Bérenger Saunière (1852–1917) war von 1885 bis zu seinem Tod Pfarrer in Rennes-le-Château.